# Hercostomus caecus
Hercostomus caecus är en tvåvingeart som beskrevs av Becker 1922. Hercostomus caecus ingår i släktet Hercostomus och familjen styltflugor. Inga underarter finns listade i Catalogue of Life.